# (20322) 1998 HZ20
A (20322) 1998 HZ20 a Naprendszer kisbolygóövében található aszteroida. A LINEAR projekt keretében fedezték fel 1998. április 20-án.